# مایک راموس
مایک راموس (انگلیسی: Mike Ramos؛ زادهٔ november ۱, ۱۹۶۲ (۶۲ سال)) یک ورزشکار بازنشسته در رشته دهگانه اهل ایالات متحده آمریکا است.
وی در مسابقات کشوری و بین‌المللی در مجموع برندهٔ ۱ مدال طلا شده‌است.